# Grota Massabielle
Grota Massabielle, także Grota Massabielska (oksyt. Tuta de Massavielha, fr. Grotte de Massabielle) – grota znajdująca się w Lourdes, we Francji, u podnóży Pirenejów, katolickie miejsce pielgrzymkowe od 1858.

## Topografia i geologia
Wnętrze Groty Massabielle tworzą trzy połączone ze sobą wdrążenia. Grota jest raczej dziesięciometrową wnęką w ścianie skalnej (3.80 m wysokości, 9.50 m długości i 9.85 m szerokości). Ściany jaskini są gładkie, miejscami wilgotne. We wnętrzu znajdują się wywierzyska krasowe, którymi woda, filtrująca syklinę Batsurguère-Prat d'Aureilh, wydostaje się w kierunku rzeki Gave de Pau. We wnęce na wysokości 2 metrów po prawej stronie, patrząc od strony rzeki, wierni umieścili figurę Matki Boskiej.

## Historia
W grocie w 1858 Bernadeta Soubirous miała 18 widzeń Dziewicy Maryi, które zostały potwierdzone przez władze kościelne. Wizjonerka została w 1933 ogłoszona świętą Kościoła katolickiego przez papieża Piusa XI. Wykonując polecenie Maryi Panny Bernadeta 25 lutego 1858 odnalazła w grocie źródło. Od tego czasu zdarzają się przypadki, że osoby, które obmyją się wodą pochodzącą z tego wywierzyska, dostępują cudownego uzdrowienia. Uzdrowienia odnotowywane są w specjalnych księgach przechowywanych na terenie sanktuarium w Lourdes. Istnieje też specjalna komisja lekarska potwierdzająca zaistnienie cudu. Grota wraz z sąsiadującym z nią sanktuarium maryjnym jest międzynarodowym miejscem pielgrzymkowym.

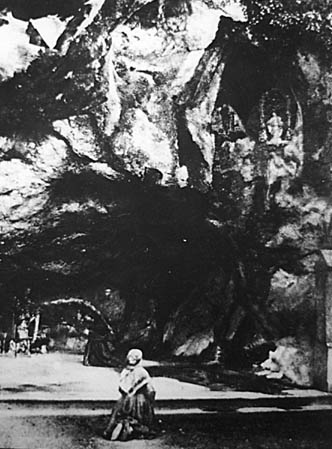
Autentyczne zdjęcie św. Bernadety przy grocie, 1863
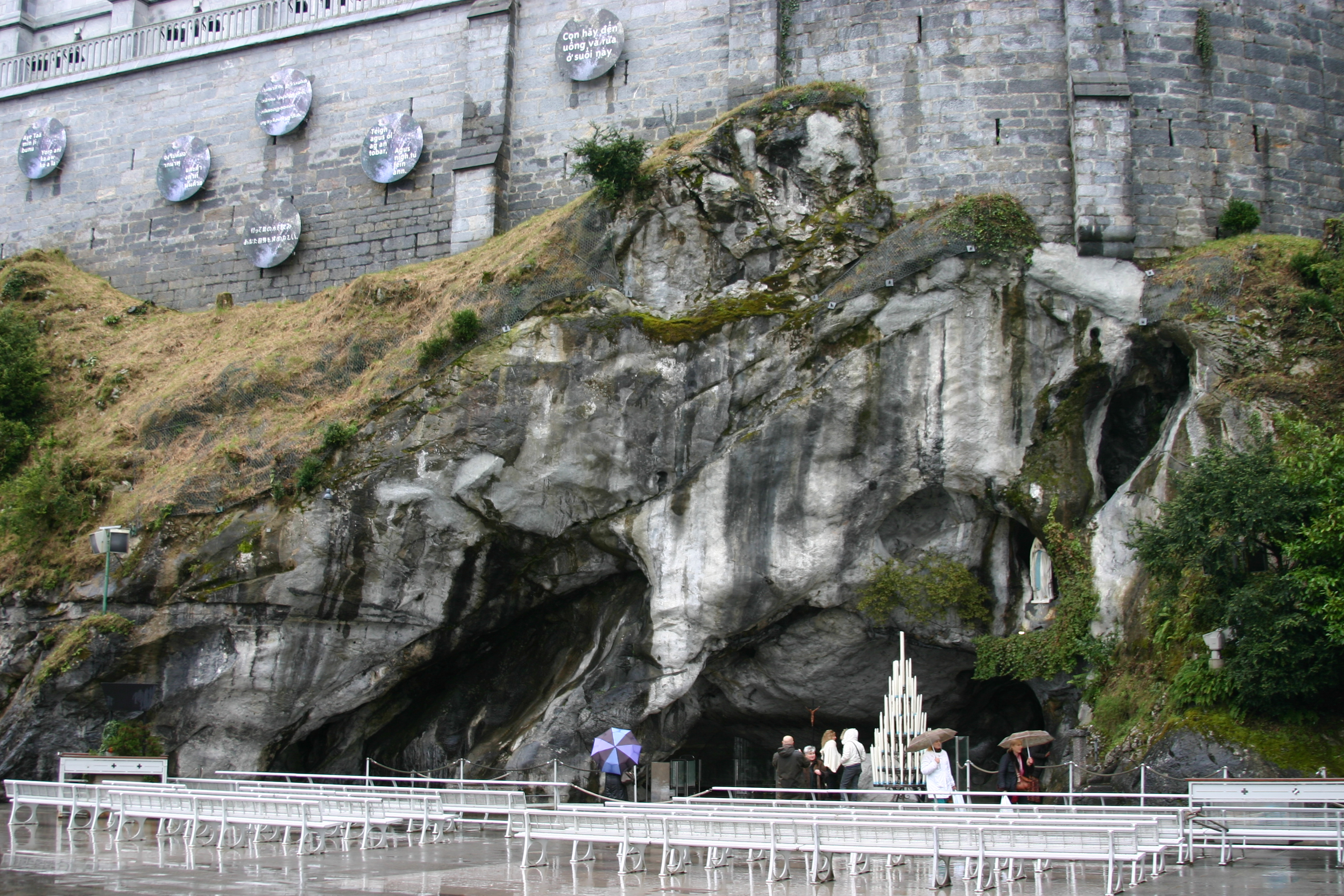
Otoczenie groty, luty 2014